# Basic Galattico

Alfabeto aurebesh del Basic Galattico.

Il Basic Galattico (a volte detto semplicemente Basic) è una lingua immaginaria dell'universo fantascientifico di Guerre stellari. 
Non è mai stata inventata come vera lingua artificiale, ma è la lingua che si immagina che i personaggi parlino normalmente quando si esprimono nella lingua degli spettatori (inglese nelle opere originali o rispettive lingue nazionali in quelle doppiate).

## Caratteristiche
Il basic galattico standard è ideato come la lingua più usata nella galassia. Il basic usa i caratteri dell'aurebesh. 
Basato su una mistura di antichi linguaggi umani, durese e bothese, il basic nasce come un dialetto parlato soprattutto dai mercanti e dai viaggiatori. A causa della popolarità tra queste professioni venne accettato gradualmente come lingua franca. Molti senzienti non-umani cominciarono ad utilizzare il basic come lingua ausiliaria in aggiunta alla loro lingua nativa. 
Alcune specie tuttavia non possedevano organi adatti a parlare il basic, come i polis massani, i wookiee, i selkath e un certo numero di razze insettoidi. Nonostante questa impossibilità pratica di parlare il basic, la sua diffusione costrinse anche questi ad impararlo per poterlo comprendere e comunicare. 

### Accento
Diversi accenti dell'inglese parlato, nei film in lingua originale, hanno una loro corrispondenza diretta con gli accenti del basic di Guerre stellari. Gli imperiali hanno tutti un accento britannico, mentre i ribelli hanno un accento americano.  
Ad esempio l'accento scozzese di Ewan McGregor e di Ian McDiarmid è considerato l'accento di Coruscant e l'accento neozelandese di Temuera Morrison quello di Concord Dawn. Altri accenti visti nei film includono il giamaicano dei gungan, l'irlandese di Emon Azzameen, l'asiatico dei neimoidiani, l'australiano di Beru Whitesun e Owen Lars, il russo di Juhani, il mediorientale di Watto.